# Кивит (аэродром)
Аэродром Кивит (нидерл. Vliegveld Kiewit) — спортивный аэродром в Бельгии. Расположен на территории коммуны Хасселт, хотя земельный участок, который занимает аэродром, является собственностью соседней коммуны Зонховен. Назван по соседней деревне.
Аэродром Кивит существует с 1909—1910 года, что делает его одним из самых старых аэродромов Бельгии.

## История
Аэродром обязан своим возникновением Альфреду Лансер (фр. Alfred Lanser), инженеру и энтузиасту авиации из Шарлеруа. В 1909 году он построил собственный самолёт, и начал поиски подходящего места для полётов. Выбор пал на так называемую Большую пустошь (нидерл. Grote Heide) у деревни Кивит рядом с Хасселтом. Эта большая территория (восемь на три километра) идеально подходила для испытаний самолётов, поскольку она была свободна от застройки и деревьев. Кроме того, земля в этом месте была плотной и утрамбованной, поскольку территория использовалась для выездки лошадей.
Данный участок земли принадлежал коммуне Зонховен (хотя и не был расположен на её территории), и арендовался Эмилем Вроненом (нидерл. Emile Vroonen), владельцем замка Кивит. 11 марта 1910 года между Эмилем Вроненом и Авиаклубом Льеж-Спа (фр. Aéro Club Liège-Spa) было подписано соглашение о использовании территории Большой пустоши под аэродром.
Официальное открытие аэродрома состоялось 15 мая 1910 года. На территории были устроены ангары для самолётов, трибуны для зрителей, кафе. Здесь проводились разные авиашоу и демонстрации. Так, между 8 и 16 октября 1910 года здесь проводилось авиашоу, привлёкшее десятки тысяч посетителей. Только в воскресенье 9 октября здесь побывало пятнадцать тысяч посетителей.
Вскоре аэродромом заинтересовались военные. 2 октября 1910 года Кивит посетил военный министр Жозеф Хеллебаут. Министр остался довольным посещением и счёл место подходящим для военной авиации. Уже 12 сентября 1910 года здесь начала функционировать военная лётная школа, где готовились первые лётчики бельгийских ВВС. Таким образом, Кивит стал первой военной авиабазой в истории Бельгии. В то же время Аэроклуб Льеж-Спа вскоре покинул аэродром, переехав на другой аэродром, расположенный рядом с Льежем. Тем не менее, до Первой мировой войны в Кивите продолжали проводиться гражданские авиашоу.
После Первой мировой войны Кивит перестал использоваться как военный аэродром. Вместо этого бельгийская армия устроила здесь полигон-стрельбище.
В 1933 году энтузиаст авиации Телесфор Жорж (Télesphore Georges) основал «Авиаклуб Лимбурга» (Liburg Aviation Club). Клуб поставил своей целью вновь использовать территорию в Кивите как аэродром. После долгих переговоров между аэроклубом, военными, и муниципальными властями в 1934 году удалось достигнуть соглашения. Военные получили другую территорию, а Кивит был передан в аренду аэроклубу.
Во время Второй Мировой войны немцы использовали Кивит как ложный аэродром для дезинформации союзников. Здесь были размещены муляжи самолётов.
После войны аэродром был фактически заброшен. Возрождение состоялось благодаря аэроклубу «Аэро-Кивит» (Aero-Kiwiet), который был основан 6 февраля 1969 года. С тех пор и до настоящего времени аэродром используется этим клубом. Здесь действует лётная школа.